# 1914年精神

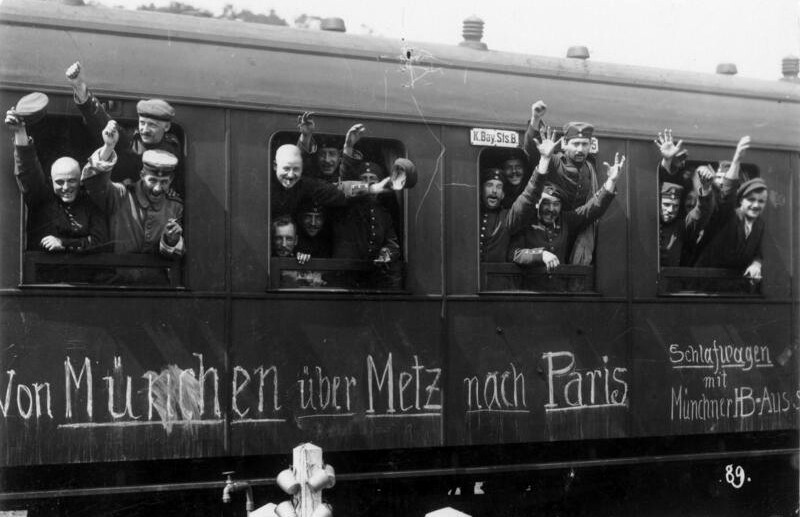
1914年秋德軍中的的歡快氛圍

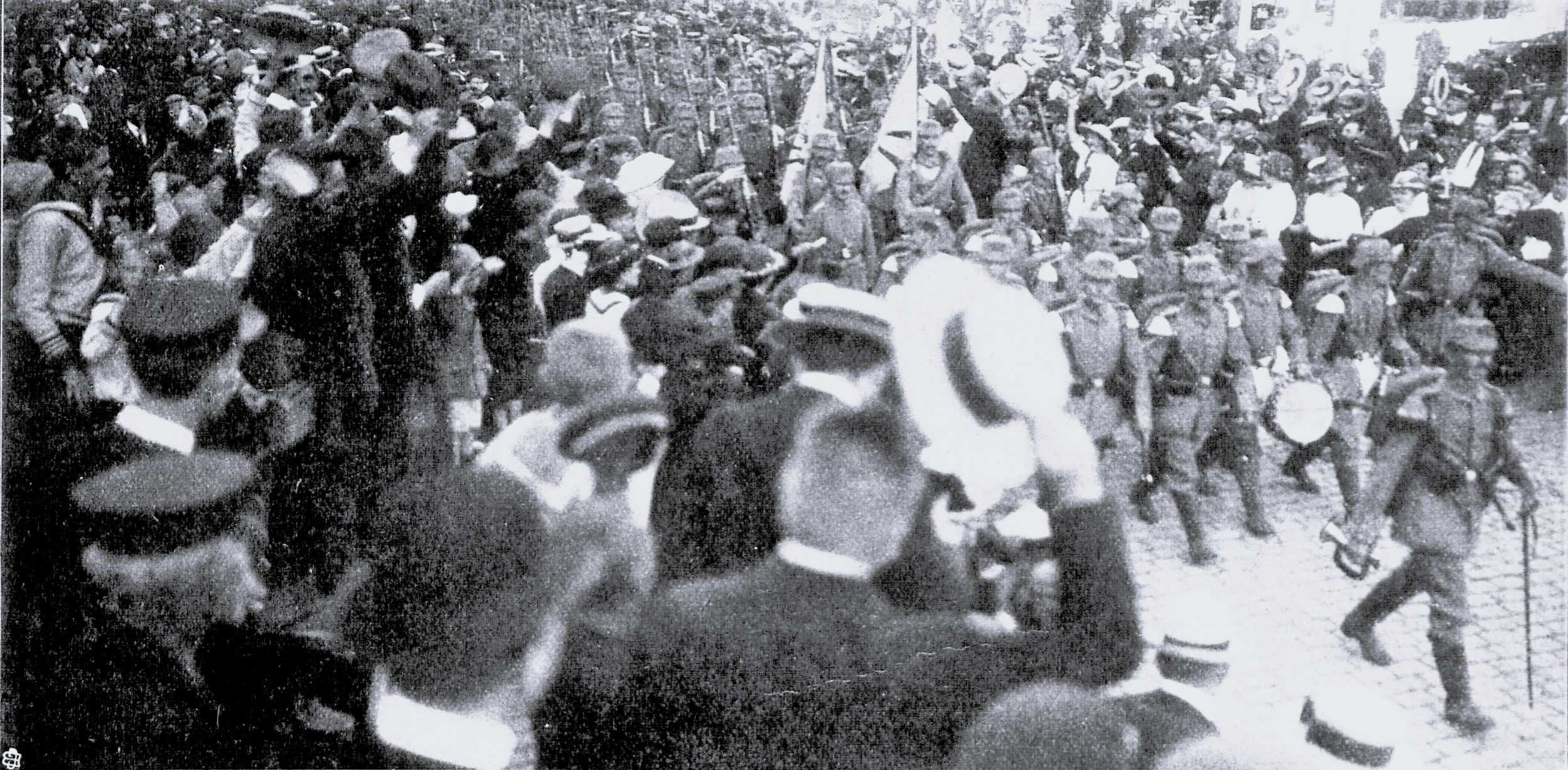
1914年，德國士兵在民眾的歡呼聲中參戰

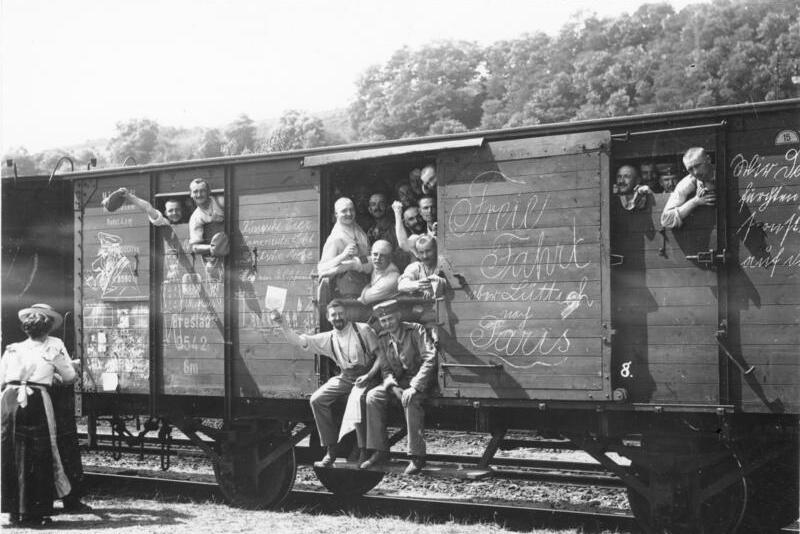
火車運輸德軍駛向前線

1914年精神（德語：Geist von 1914），也稱八月體驗（德語：Augusterlebnis）是第一次世界大战爆發初期德國舉國上下的歡騰氛圍。1914年8月4日，在德意志帝国议会的所有政黨，包括以前的反軍國主義的德国社会民主党，一致投票支持宣戰，後來這一社會現象在德語中被稱為 Burgfriedenspolitik（字面意思是“城堡和平”，但更準確地說是“政黨休戰”）。 許多人，尤其是中產階級，認為德國已經結束了數十年的國內政治衝突。而接下來幾週的一連串軍事勝利證明了德國統一後的強大軍力，並預示著戰爭將是短暫的，這增強了人們的戰爭熱情。因而在納粹時代之前許多政治上的右翼人士認為，第一次世界大戰的最初幾周是德國最美好的時刻，相當於德國的法國大革命。